# 12491 Musschenbroek
12491 Musschenbroek este un asteroid din centura principală de asteroizi.

## Descriere
12491 Musschenbroek este un asteroid din centura principală de asteroizi. A fost descoperit pe 3 mai 1997 la Observatorul La Silla de Eric Walter Elst. Asteroidul prezintă o orbită caracterizată de o semiaxă mare de 2,90 ua, o excentricitate de 0,05 și o înclinație de 2,8° în raport cu ecliptica.